# Incisore al plasma
L'incisore al plasma è impiegato nella produzione di dispositivi a semiconduttori. L'incisore al plasma genera un plasma da un gas particolarmente puro (tipicamente ossigeno o fluoro gassosi), facendo ricorso ad un campo elettrico ad alta frequenza (tipicamente 13,56 MHz). Una fetta di silicio viene posta nell'incisore al plasma, e l'aria viene estratta dalla camera di processo usando un sistema di pompe da vuoto. Quindi il gas viene introdotto a bassa pressione ed eccitato in plasma tramite una scarica di ionizzazione.

## Impieghi
Il plasma può venire utilizzato per fare crescere un film di diossido di silicio su una fetta di silicio (usando un plasma di ossigeno), oppure può essere usato per rimuovere del diossido di silicio usando del fluoro gassoso. Quando viene impiegato in unione con la litografia, il diossido di silicio può essere selettivamente applicato o rimosso per tracciare le piste dei circuiti stampati.
Per la formazione di circuiti integrati è necessario strutturare vari strati. Ciò può essere effettuato da un incisore al plasma. Prima di incidere, una gelatina viene depositata sulla superficie, illuminata attraverso una maschera, e sviluppata. Si effettua dunque l'incisione al plasma, a cui segue la rimozione della gelatina rimanente. Allo scopo si può anche utilizzare uno speciale incisore al plasma chiamato asher (pulitore).
L'incisore al plasma (o incisore a secco) rende possibile un'incisione riproducibile ed uniforme di tutti i materiali impiegati nella tecnologia dei semiconduttori di silicio e semiconduttori composti di elementi dei gruppi III e V.
Gli incisori al plasma sono pure usati per destratificare i circuiti integrati nelle analisi dei guasti.